# Przepływ katastrofalny
Przepływ katastrofalny – przepływ powodziowy poniżej budowli piętrzącej, który jest poza możliwością sterowania urządzeniami upustowymi i powoduje katastrofalne straty w mieniu oraz zagraża życiu lub zdrowiu ludzi. Jest podawany w m³/s.